# 軽井沢警察署
軽井沢警察署（かるいざわけいさつしょ）は、長野県警察が管轄する警察署の一つである。

## 所在地
- 〒389-0102 長野県北佐久郡軽井沢町大字軽井沢1323-485

## 管轄区域
- 長野県北佐久郡軽井沢町

## 交番
- 軽井沢駅前交番

## 駐在所
- 中軽井沢警察官駐在所
- 西地区警察官駐在所

## 主な事件・事故
- あさま山荘事件
- 軽井沢スキーバス転落事故 - 2016年1月15日に当署管内を通る国道18号碓氷バイパスで起きたツアーバス事故。